# Sauce chasseur
La sauce chasseur est une sauce au vin et au beurre, réalisée initialement pour accompagner le petit gibier tué lors des parties de chasse. Son usage s'est étendu aux volailles (voir poulet chasseur), viandes blanches et pâtes fraîches.

## Préparation
Elle est composée d'échalotes hachées et réduites au vin blanc, de champignons émincés, d'estragon et de cerfeuil, de tomates concassées en garniture et de persil haché, le tout revenu dans du beurre[citation nécessaire].
Elle est obtenue en direct par déglaçage (c'est-à-dire, « ajouter un liquide pour décoller le suc du récipient de cuisson »).

## Utilisation
À l'origine, cette sauce était uniquement servie en accompagnement du gibier, et particulièrement des oiseaux. Ceux-ci étaient découpés pour ôter les plombs et nécessitaient, s'ils étaient vieux et durs, d'être cuits longuement[citation nécessaire].
Aujourd'hui, elle peut accompagner des volailles, des viandes blanches ou des pâtes fraîches[citation nécessaire]. Elle est associée au lapin chasseur.
La sauce est réalisable seule mais se prépare généralement en même temps que le plat qu'elle accompagne.